# Drietabbetje
Drietabbetje (Aukaans: Diitabiki, Sranantongo: Dritabiki) is een plaats gelegen op drie eilandjes in de rivier Tapanahony in het gelijknamige ressort in het oosten van het district Sipaliwini in Suriname.
Het is de zetel van de granman van de Aukaners.
Vanaf Drietabbetje Airstrip voeren Blue Wing Airlines, Caricom Airways en Gum Air lijnvluchten naar Paramaribo uit.
In 2024 werd hier het Diitabiki Museum Fositen Gudu geopend in drie authentieke hutten verspreid over het dorp.

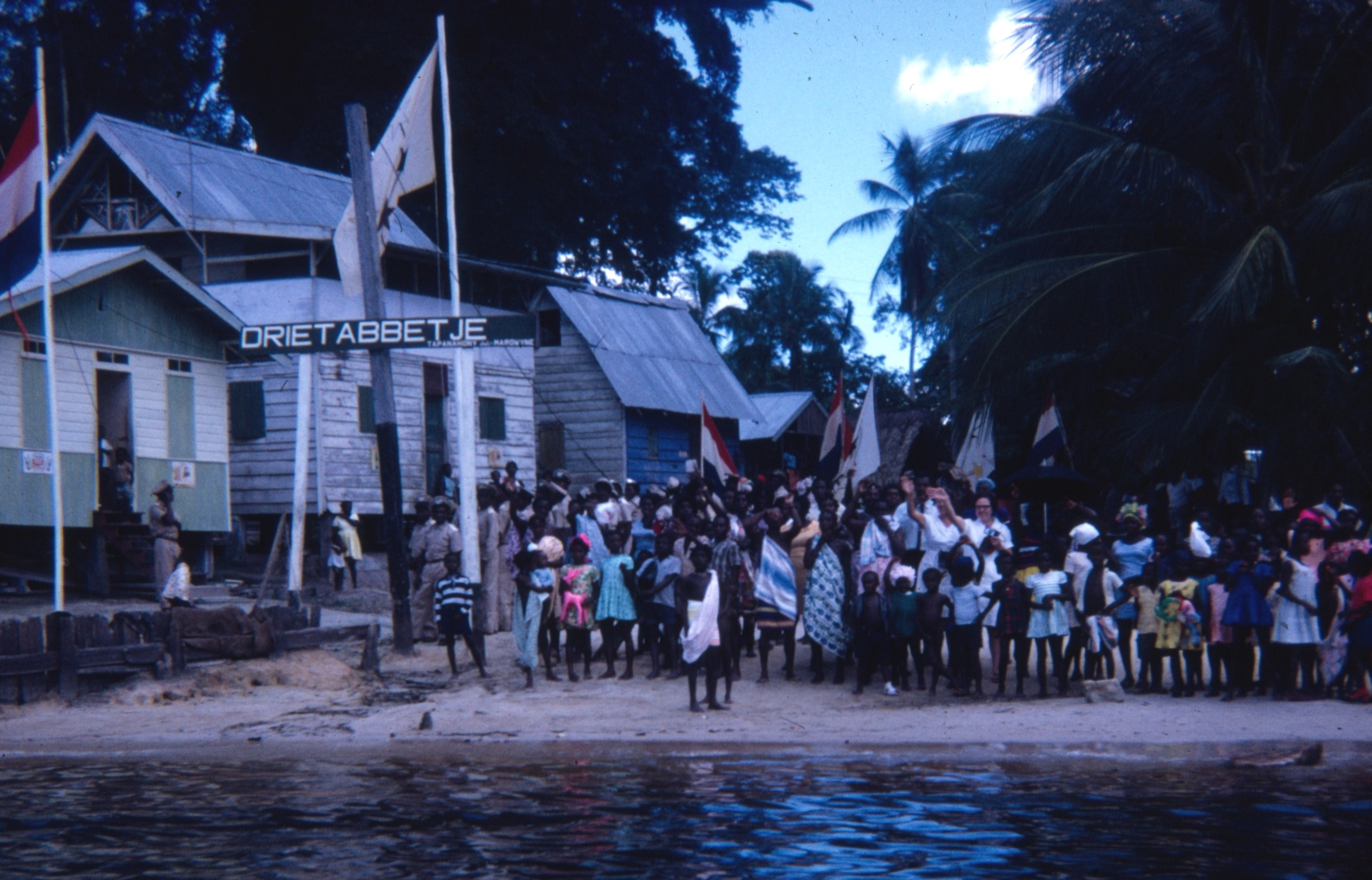
Drietabbetje verwelkomt een vaarpatrouille in 1969.

Affivisiti · Agaigoni · Ajokojokondre · Akani Pata · Aloepi 1 & 2 · Alopi · Antino · Antonio do Brinco · Apetina · Benanoe · Benzdorp · Clementi · Cottica · Draai · Drietabbetje · Gakaba · Godo-olo · Godoro · Granbori · Herminadorp · Intelewa · Kampoe · Kawemhakan · Koemakapan · Kontina · Lensidede · Maboga · Maisa Kampu · Manlobi · Moitaki · Monpoesoe · Nikie · Paloemeu · Peleloe Tepoe · Peruano · Poeketi · Poeloegoedoe · Ronaldo · Sajé · Tjon Tjon · Tutu Kampu · Wanfinga · Wehejok